# Nogaito Shun
Nogaito Shun (野垣内俊 Nogaito Shun, sinh ngày 11 tháng 9 năm 1986) là một cầu thủ bóng đá người Nhật Bản thi đấu ở vị trí hậu vệ cho Veertien Mie.

## Thống kê câu lạc bộ
Cập nhật đến ngày 20 tháng 2 năm 2018.
| Thành tích câu lạc bộ | Thành tích câu lạc bộ | Thành tích câu lạc bộ | Giải vô địch | Giải vô địch | Cúp                   | Cúp                   | Tổng cộng | Tổng cộng |
| Mùa giải              | Câu lạc bộ            | Giải vô địch          | Số trận      | Bàn thắng    | Số trận               | Bàn thắng             | Số trận   | Bàn thắng |
| Nhật Bản              | Nhật Bản              | Nhật Bản              | Giải vô địch | Giải vô địch | Cúp Hoàng đế Nhật Bản | Cúp Hoàng đế Nhật Bản | Tổng cộng | Tổng cộng |
| --------------------- | --------------------- | --------------------- | ------------ | ------------ | --------------------- | --------------------- | --------- | --------- |
| 2009                  | FC Gifu               | J2 League             | 14           | 0            | 1                     | 0                     | 15        | 0         |
| 2010                  | FC Gifu               | J2 League             | 24           | 2            | 0                     | 0                     | 24        | 2         |
| 2011                  | FC Gifu               | J2 League             | 33           | 1            | 0                     | 0                     | 33        | 1         |
| 2012                  | FC Gifu               | J2 League             | 34           | 0            | 1                     | 0                     | 34        | 0         |
| 2013                  | FC Gifu               | J2 League             | 33           | 0            | 1                     | 0                     | 34        | 0         |
| 2014                  | FC Gifu               | J2 League             | 17           | 0            | 1                     | 0                     | 18        | 0         |
| 2015                  | FC Gifu               | J2 League             | 27           | 0            | 1                     | 0                     | 28        | 0         |
| 2016                  | FC Gifu               | J2 League             | 24           | 0            | 1                     | 0                     | 25        | 0         |
| 2017                  | Vanraure Hachinohe    | JFL                   | 25           | 0            | 2                     | 0                     | 27        | 0         |
| Tổng                  | Tổng                  | Tổng                  | 231          | 3            | 6                     | 0                     | 241       | 3         |